# Strapping Young Lad
Strapping Young Lad fue una banda canadiense de metal extremo formada por Devin Townsend en Vancouver en 1995. La banda comenzó como un proyecto en solitario en el que Townsend tocaba casi todos los instrumentos, como queda reflejado en el álbum debut Heavy as a Really Heavy Thing (1995). Sin embargo, en 1997 reclutó a una serie de músicos permanentes formando una alineación que duró hasta la ruptura de la banda: Devin Townsend como cantante y guitarrista, más el guitarrista Jed Simon, el bajista Byron Stroud y el batería Gene Hoglan. 
La música de Strapping Young Lad, influenciada por Fear Factory, Napalm Death entre otras, se caracterizaba por el uso de complejas amalgamas de compás,  riffs de guitarra polirrítmicos, blast beats, muros de sonido en la producción e incorporación de elementos de variados géneros del metal. La música estaba compuesta por Townsend, cuyo desorden bipolar y su negro sentido del humor ejercieron notorias influencias en su composición.
Strapping Young Lad consiguió el éxito de la crítica a partir de su segundo álbum, City (1997), un trabajo que también les sirvió para asentar su base de fanes en el underground. Después de un parón entre 1999 y 2002, la banda publicó tres álbumes más, consiguiendo su mayor éxito de ventas con The New Black (2006). En mayo de 2007 Townsend anunció oficialmente la separación de Strapping Young Lad y su intención de desaparecer de la vida pública mientras continuaba grabando álbumes en solitario.

## Discografía
- 1995: Heavy as a Really Heavy Thing
- 1997: City
- 1998: No Sleep 'Til Bedtime - Live In Australia
- 2003:  Strapping Young Lad
- 2005:  Alíen
- 2006: The New Black

## Miembros

### Última formación
- Devin Townsend – Guitarra, Voz, Teclados (1994–2007)
- Jed Simon – Guitarra, Coros (1994–2007)
- Byron Stroud – Bajo, Coros(1996–2007)
- Gene Hoglan – Batería (1996–2007)

### Miembros anteriores
- Adrian White – Batería (1994–1995)
- Ashley Scribner - Bajo (1994–1995)
- Mike Sudar - Guitarra (1994–1995)